# 1543
Évszázadok: 15. század – 16. század – 17. század
Évtizedek: 1490-es évek – 1500-as évek – 1510-es évek – 1520-as évek – 1530-as évek – 1540-es évek – 1550-es évek – 1560-as évek – 1570-es évek – 1580-as évek – 1590-es évek
Évek: 1538 – 1539 – 1540 – 1541 –  1542 – 1543 – 1544 – 1545 – 1546 – 1547 – 1548

## Események

### Határozott dátumú események
- február 11. – A tiszántúli rendek Fráter György helytartó által összehívott gyulai gyűlése, melyen megbízzák a Partium Ferdinánd-párti kormányzatával.[1]
- február 21. – Az etiópok és a portugálok leverik a Tana tó melletti csatában a törököktől is segített adali moszlimokat, akiknek vezetője a rettegett Balkezes Ahmed is meghal az ütközetben.[forrás?]
- április 4. – Werbőczi István serege a szekszárdi csatában nagy veszteséget okoz a törököknek.[2]
- április 13. – A kaposti csatában a szekszárdi törökök szétverik a végvári katonák egy csapatát.[3]
- július 7. – Török kézre kerül Siklós.[4]
- július 12. – VIII. Henrik angol király házasságot köt a kétszer megözvegyült Parr Katalinnal.[5]
- augusztus 10. – A török beveszi Esztergom várát. (Várdai Pál esztergomi érsek székhelyét Nagyszombatra helyezi át.)[4]
- augusztus 17. – I. Szulejmán török szultán elfoglalja Tata várát és leromboltatja.[6]
- szeptember 3. – A Szulejmán vezette török seregek elfoglalják Székesfehérvárt.[7]
- szeptember 16–17. körül – A győri huszárok a vásárhelyi csatában szétverik a környéket dúló törököket és tatárokat.[6]

### Határozatlan dátumú események
- július 6-a előtt – A törökök megszállják Pécset.[4]
- az év folyamán – 
  - A boszniai törökök elfoglalnak öt szlavóniai várat – köztük Valpót, Atyinát és Dobrakucsát.[8] –, Csáktornyával nem boldogulnak.
  - A boszniai törökök megpróbálják elfoglalni Kanizsát.[forrás?]
  - A Fertő tó teljesen kiszárad.[9]
  - Első európaiként portugál kereskedők jelennek meg Japánban.[10]

## Az év témái

### 1543 a tudományban

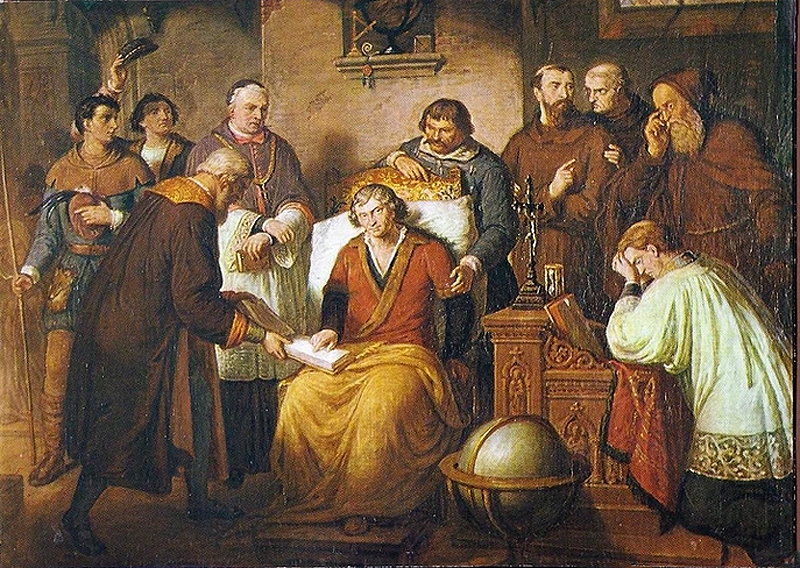
Kopernikusz a halálos ágyán

- Néhány nappal a De revolutionibus orbium coelestium(wd) című művének a megjelenése után, meghal Kopernikusz lengyel csillagász. Az 1543. május 24-én kinyomtatott művében először jelenik meg, hogy nem a Föld az Univerzum középpontja.  Ezzel forradalmasította az emberiség egész addigi világképét, és megalapozta Galilei, Kepler és Newton felfedezéseit, megindította a középkor végét is jelző tudományos forradalmat.[11]
- Andreas Vesalius közzéteszi De humani corporis fabrica(wd) (Az emberi test működéséről) című művét, amelyet emberi holttestek boncolása során szerzett tapasztalatai alapján írt. A könyv megjelenése mérföldkő az orvostudomány történetében.[12]

## Születések
- Domenico Fontana olasz építész († 1607)

## Halálozások
- május 24. – Nikolausz Kopernikusz csillagász, matematikus és közgazdász (* 1473)
- június 2. – Erdődi Simon horvát bán; zágrábi megyés püspök (* 1489)
- november 29. – Ifj. Hans Holbein német festő, a reneszánsz mesterek második generációjának tagja (* 1497)
- az év folyamán – Mehmed herceg, I. Szulejmán oszmán szultán második fia (* 1521)